# Moșceanîțea, Kiverți
Moșceanîțea (în ucraineană Мощаниця) este un sat în comuna Derno din raionul Kiverți, regiunea Volînia, Ucraina.

## Demografie
Componența lingvistică a localității Moșceanîțea
     Ucraineană (99,01%)
     Alte limbi (0,99%)
Conform recensământului din 2001, majoritatea populației localității Moșceanîțea era vorbitoare de ucraineană (99,01%), existând în minoritate și vorbitori de alte limbi.